# Gare de Long Biên
La gare de Long Biên est une gare ferroviaire du district de Hoàn Kiếm, à Hanoï, au Vietnam, à l'extrémité ouest du pont Long Biên. C'est l'une des deux principales gares ferroviaires de Hanoi, l'autre étant la gare centrale de Hanoi qui dessert principalement la route nord-sud (vers Ho Chi Minh-Ville) et la route nord-ouest (vers Lao Cai). La gare de Long Biên dessert des destinations vers le Nord et l'Est, notamment Hai Phong et Đồng Đăng.
Fondée en 1902, la gare de Long Bien est l'une des plus anciennes œuvres architecturales et se situe dans le quartier commercial le plus fréquenté de Hanoï. En 2019, la gare a été officiellement rénovée.